# Фрідельсгайм
Фрідельсгайм (нім. Friedelsheim) — громада в Німеччині, розташована в землі Рейнланд-Пфальц. Входить до складу району Бад-Дюркгайм. Складова частина об'єднання громад Вахенгайм-ан-дер-Вайнштрассе.
Площа — 4,16 км2. Населення становить 1451 ос. (станом на 31 грудня 2020).